# Айхберг (Санкт-Галлен)
Айхберг (нім. Eichberg SG) — громада  в Швейцарії в кантоні Санкт-Галлен, виборчий округ Райнталь.

## Географія
Громада розташована на відстані близько 165 км на схід від Берна, 14 км на південний схід від Санкт-Галлена.
Айхберг має площу 5,4 км², з яких на 10,9% дозволяється будівництво (житлове та будівництво доріг), 44,5% використовуються в сільськогосподарських цілях, 43,6% зайнято лісами, 0,9% не є продуктивними (річки, льодовики або гори).

## Демографія
2019 року в громаді мешкало 1520 осіб (+5,9% порівняно з 2010 роком), іноземців було 15,1%. Густота населення становила 279 осіб/км².
За віковим діапазоном населення розподілялося таким чином: 22,5% — особи молодші 20 років, 63,4% — особи у віці 20—64 років, 14,1% — особи у віці 65 років та старші. Було 623 помешкань (у середньому 2,4 особи в помешканні).
Із загальної кількості 273 працюючих 38 було зайнятих в первинному секторі, 71 — в обробній промисловості, 164 — в галузі послуг.